# 丸山湿原群
丸山湿原群（まるやましつげんぐん）は、兵庫県宝塚市北部の丘陵地区にある5つの湧水湿原の総称。最も大きな第一湿原の面積は2,000平方メートルを超え兵庫県で最大の湿原であり、2014年に宝塚市の天然記念物、2015年に兵庫県の天然記念物に指定された。

## 概要
宝塚市北西部にある千苅水源池の東側には境野・玉瀬・波豆地区にまたがる丘陵地がある。丸山湿原群はその丘陵地の中にある標高約330メートルの「丸山」の南西側に点在する5つの湿原を指し、総面積は約4,000平方メートルに達する。1995年に初版が作成された兵庫県版レッドデータブック（区分：植物群落）に規模的、質的に優れており貴重性の程度が最も高く、全国的価値に相当するものとしてAランクに選定され、環境省の重要湿地にも登録されている。また丸山湿原群を含む西谷地域は環境省の生物多様性保全上重要な里地里山に登録されている。2011年の調査では兵庫県産の湿原性植物54種のうち45種が確認され、植物では絶滅危惧種のサギソウやカキランが観察でき、動物ではヒメタイコウチやカスミサンショウウオ、ハッチョウトンボなどが生息しており、絶滅危惧種を保全する場所として重要である。このことから丸山湿原群とその周囲71.3ヘクタールの地域が2014年に宝塚市、2015年に兵庫県の天然記念物に指定された。また湿原の生態系を維持するために2006年に地域住民と周辺他地域住民による「丸山湿原群保全の会」が発足し定期的に保全活動を行っており、更に2008年には湿原の保全と利活用の方針を決定する組織として、地域住民と行政と学識者が協力し「丸山湿原エコミュージアム推進協議会」が発足した。
丸山湿原群は丘陵地の谷筋にあるため、湿原面は釧路湿原のように平たんではなく緩く傾斜している。駐車場から歩いてゆくとまず木道のある第三湿原（面積約310平方メートル）を通る、次の最大面積の第一湿原（約2,230平方メートル）には湿原の中に展望台があり、湿原内をよく観察できる。第一湿原の下手に第四湿原（約610平方メートル）があり、湿原の水はここから谷を通って川下川ダムに流下する。この3か所の湿原はひとつの谷筋の中にあるが、第二湿原（約730平方メートル）はこの谷から西に尾根を越えた隣の谷筋にあって、尾根上の展望台から谷の湿原を観察できる。小さな第五湿原（約50平方メートル）はさらに北側の大岩岳に向かう道筋にある。

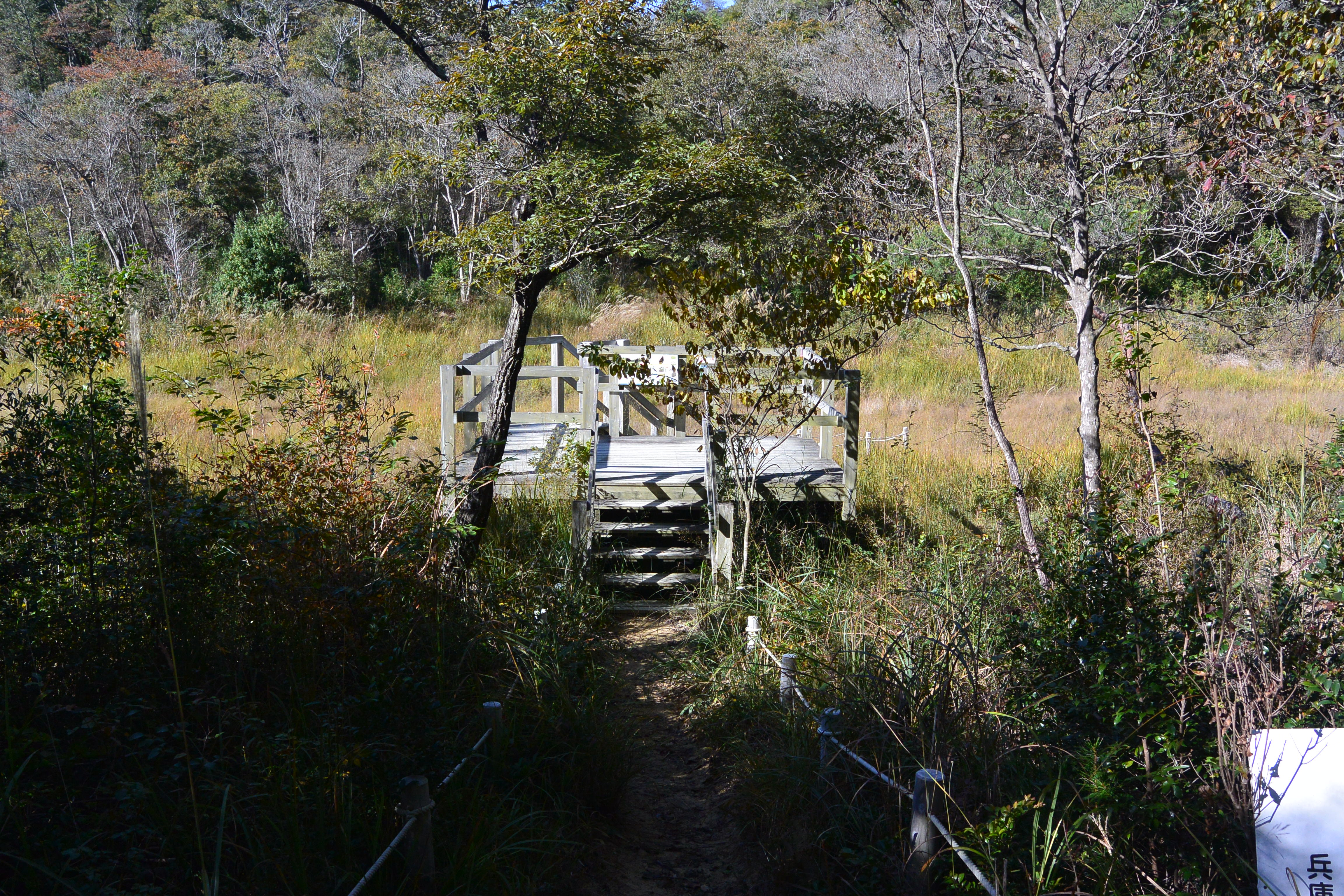
第一湿原内にある木製の展望台
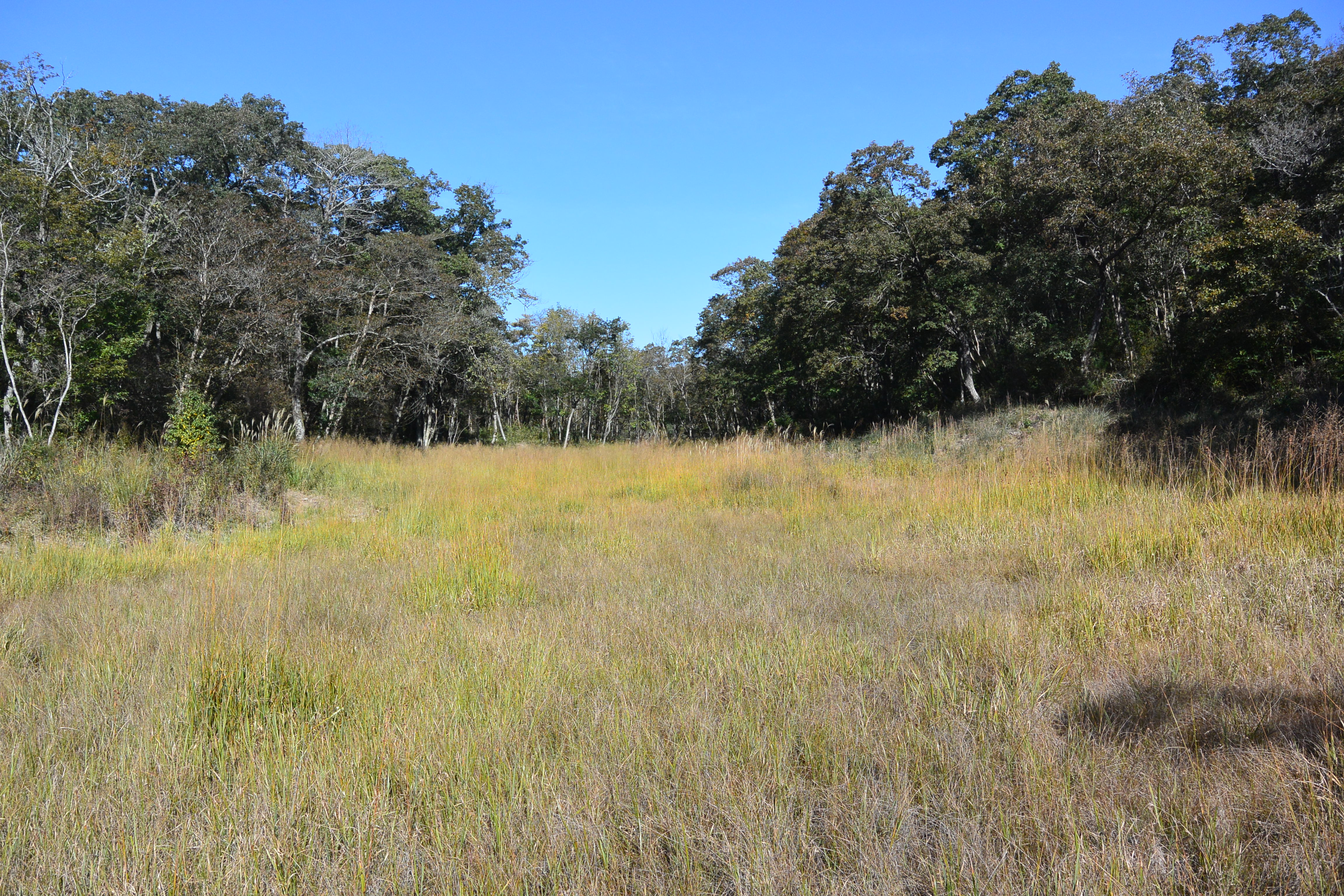
第一湿原の展望台から北側（上流側）を見る、湿原の広さがわかる
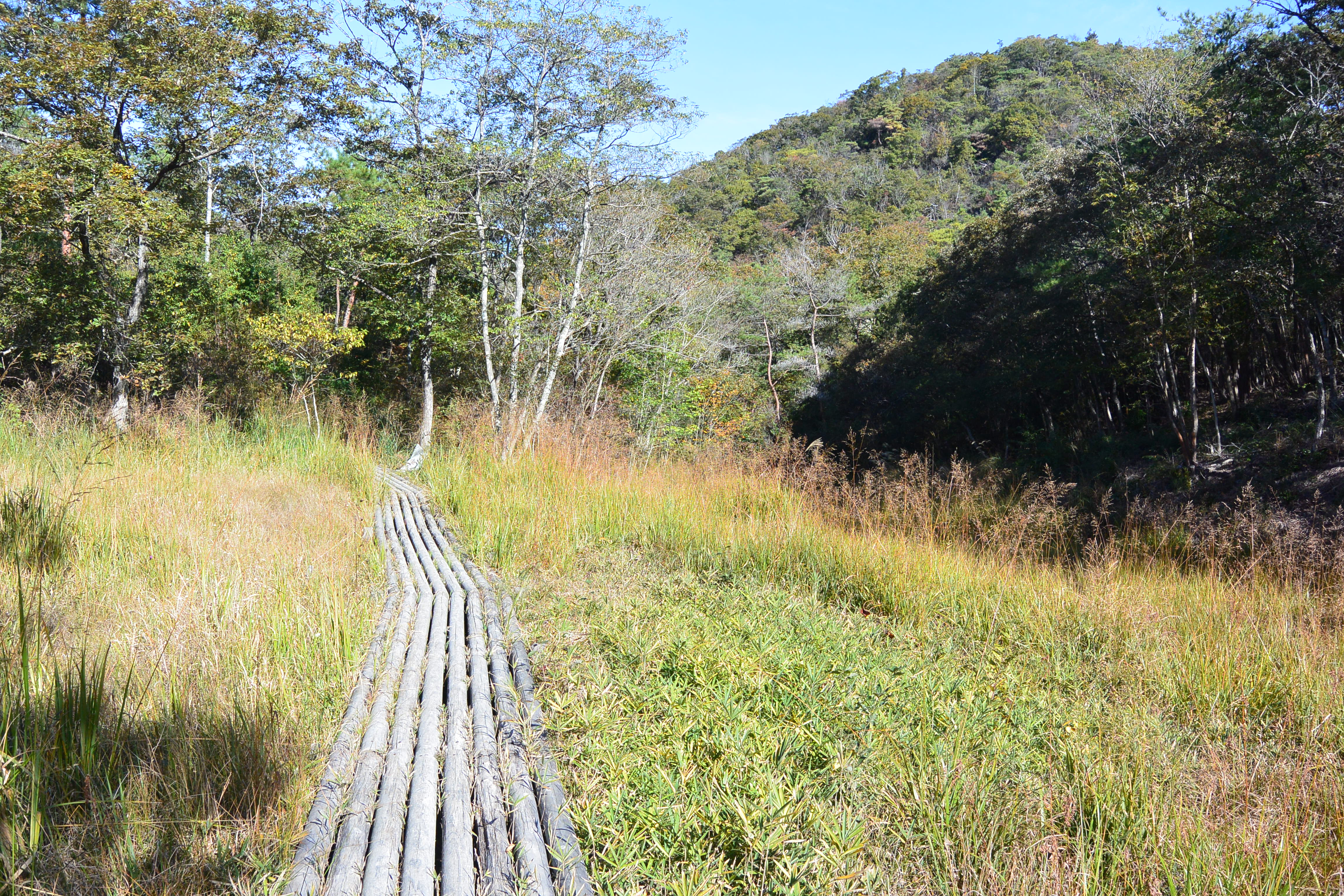
木道のある丸山第三湿原、背景の丘は丸山
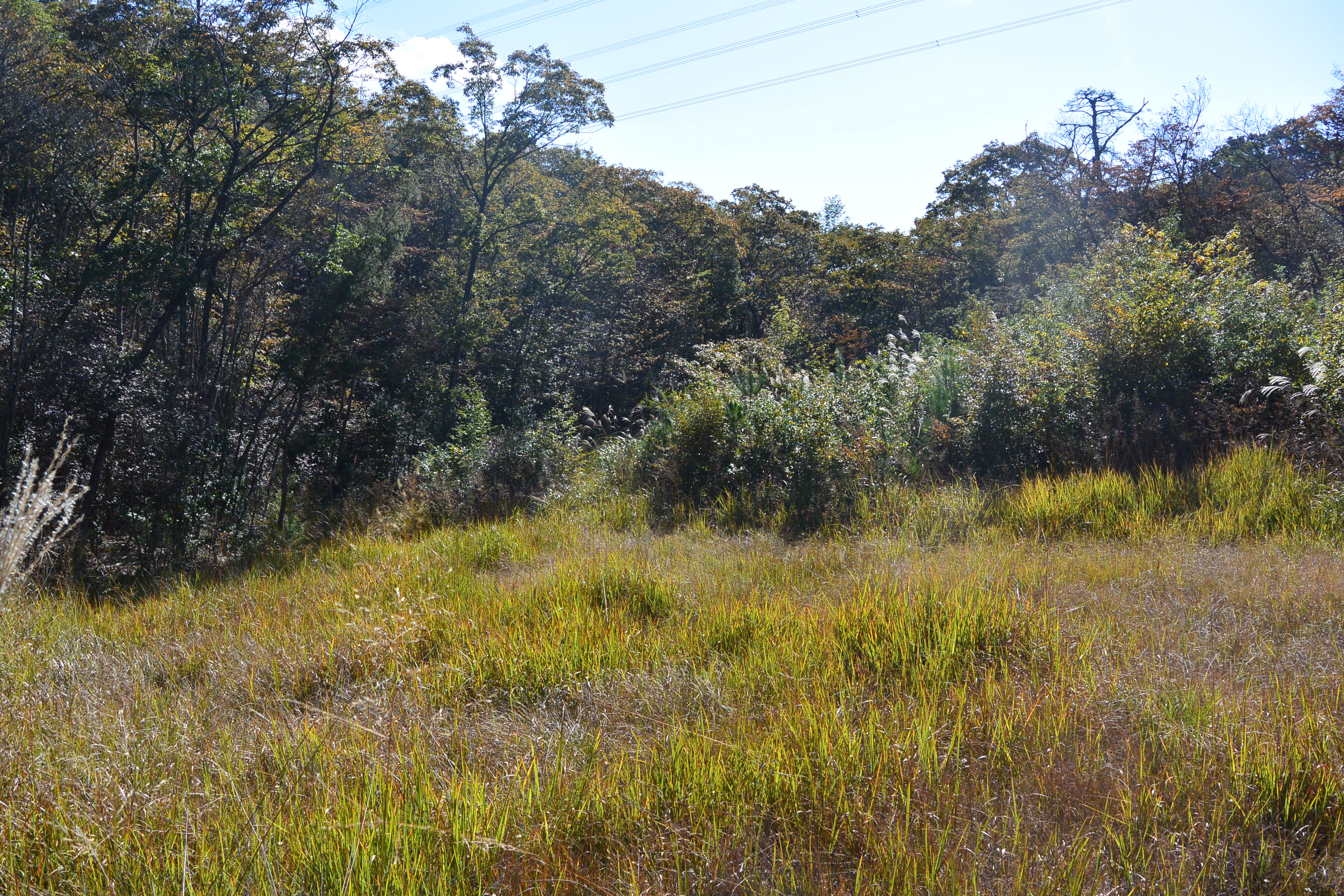
第四湿原の下流側、この先は坂になっておりその下に川下川ダムがある
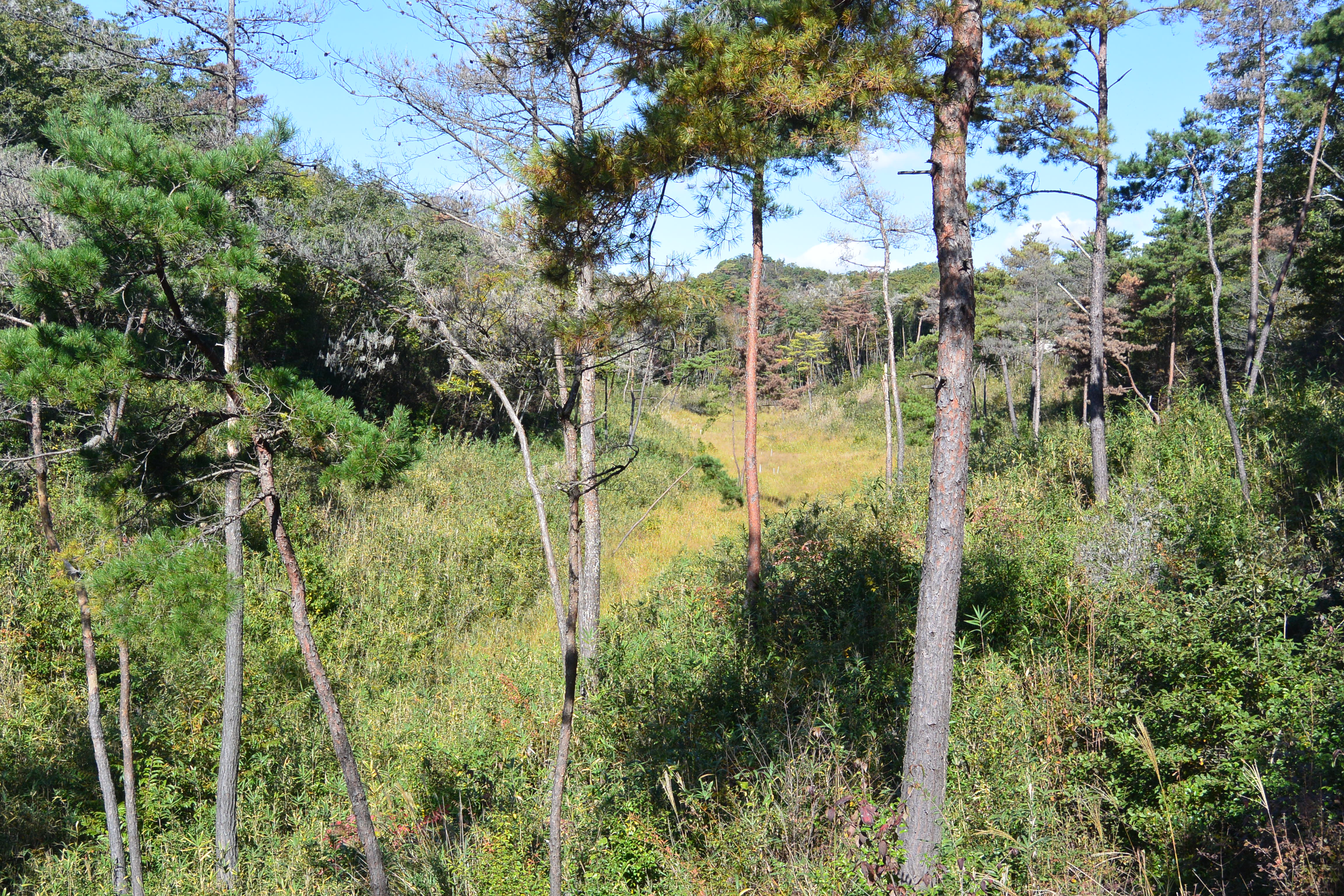
第二湿原の上流側を尾根筋の展望台から見る、中央の黄色っぽい部分が湿原で、かなり傾斜があることがわかる
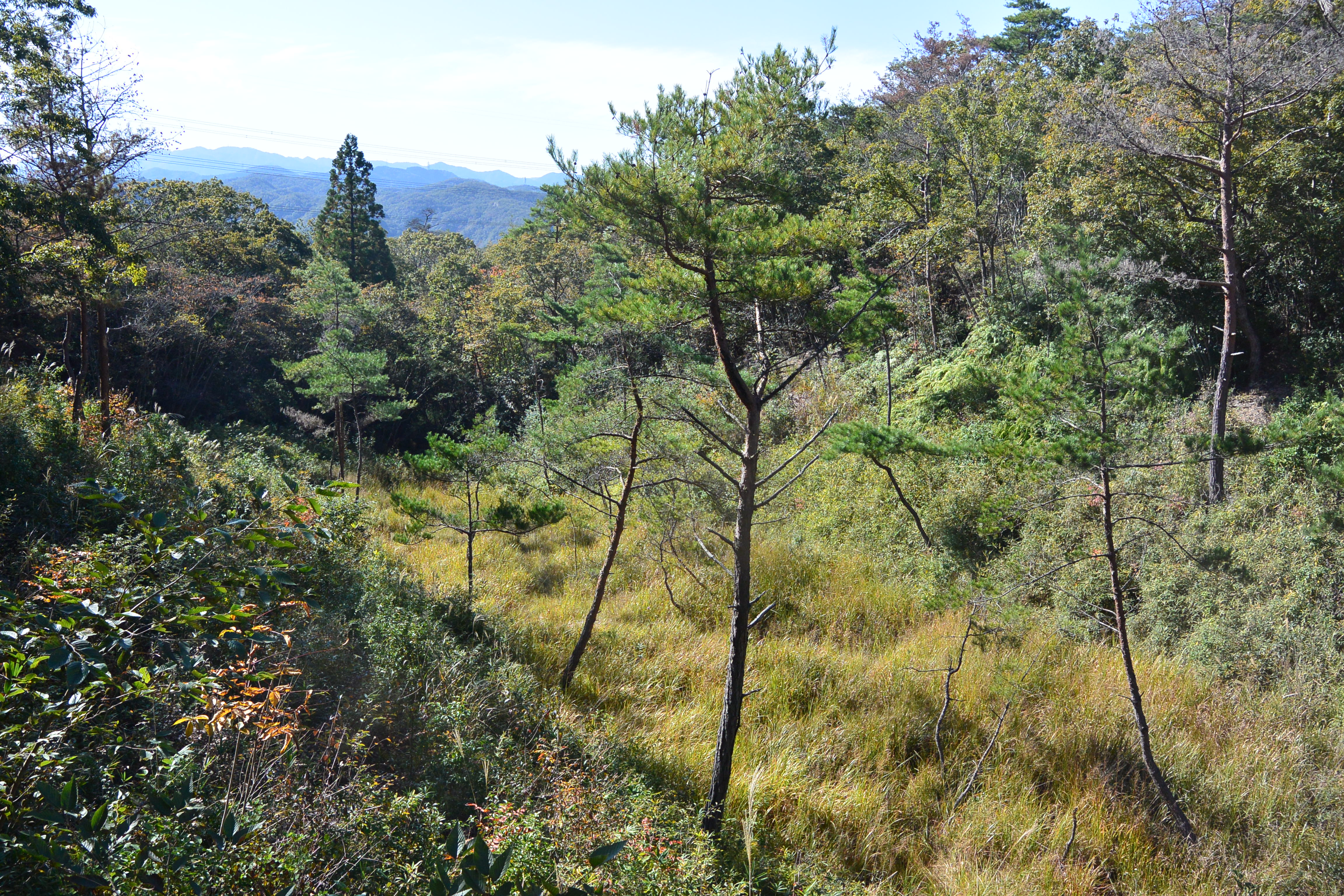
第二湿原の下流側を展望台から見る、湿原の傾斜がわかる。

## 丸山湿原群の成り立ち
本州北部や北海道の冷涼地で見られる大規模な高層湿原では地表の泥炭層が保水層を形成して湿潤な土壌を維持している。しかし温暖な地域に形成される湧水湿原には泥炭層は存在しない。丸山湿原群を形成し持続させていたのは、人の活動であった。

### 人の活動によって湿原が成立

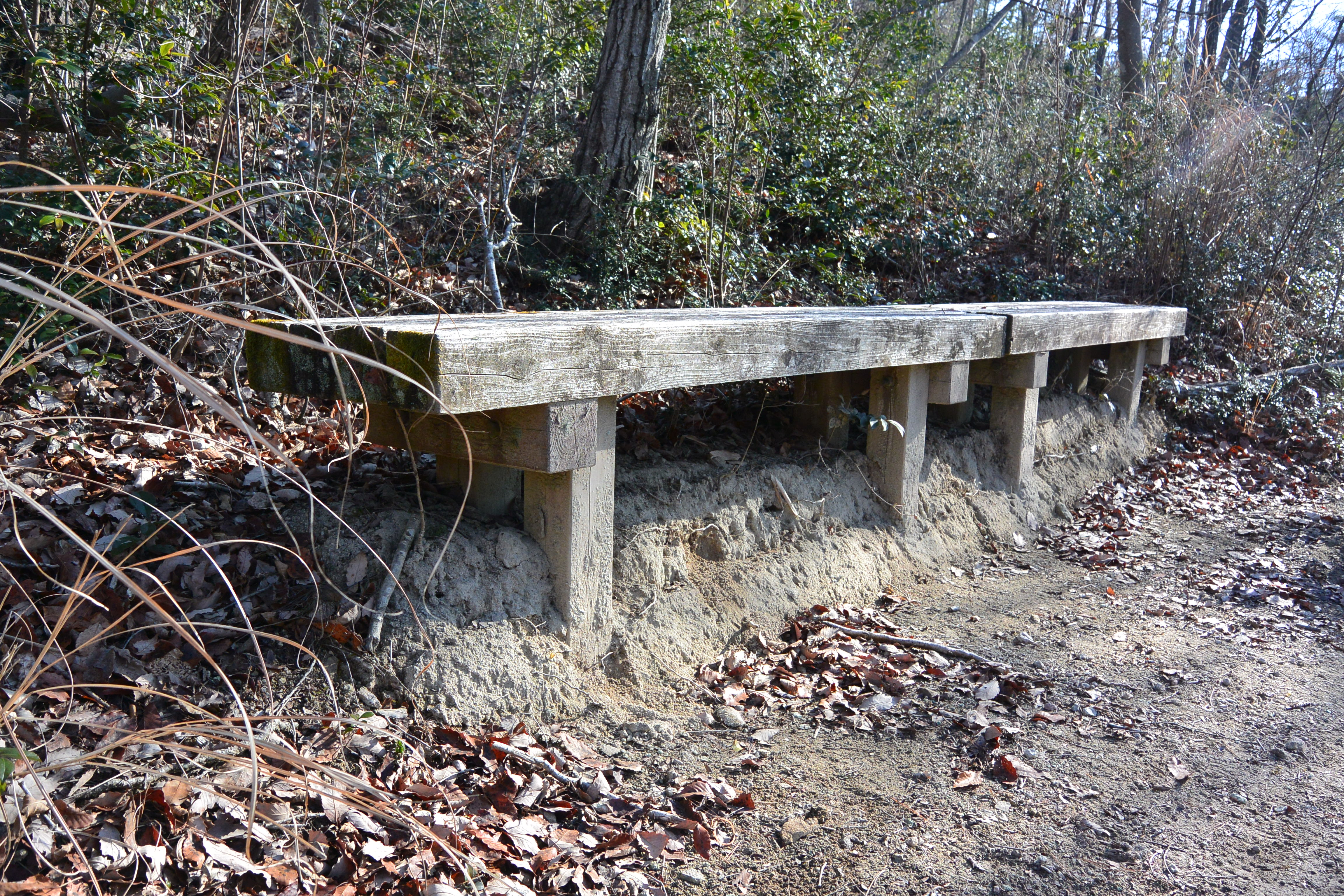
丸山第一湿原脇のベンチ、湿原周辺の地表は風化が進んで崩れやすい

丸山湿原群は幅の広い緩やかな傾斜の谷底に形成されており、透水性の悪いシルトを主体とする地層が約1メートルの深さまで堆積している。湿原最深部にあった植物片の分析結果から、丸山湿原群が成立したのは300 - 400年前の江戸時代であったと推定されている。里山が燃料や肥料の確保のために活発に利用されるようになって柴や落ち葉が刈られ、里山のはげ山化が始まったのも江戸時代とされている。丸山湿原群がある西谷地域は戦国時代末期から江戸時代初期にかけて多くのため池が作られ新田開発が行われて村々の石高が増えている。丸山湿原群周囲の地質は凝灰岩からなっており、湿原周囲の山には凝灰岩が風化した非常に細かいシルトが分布している。はげ山のシルトは降雨によって谷に運ばれて堆積し水はけの悪い湿潤な場所ができ、はげ山から流出してくる水分によって湿原が成立した。丸山湿原群が大きく成長できたのは周辺の山から供給されるシルトの量が、谷から下流へ流出するシルトの量よりも多かったことが原因と推定される。

### 湿原保全の検討
1960年代から始まった燃料革命によって里山が利用されなくなると、はげ山にも樹木が生長し樹林が発達する。繁茂した樹木は地中の水分を蒸散によって空中に放散し、その結果湿原に供給される水分が減少して乾燥化が進む。また湿原の内部や周辺に高木が生えるとその樹木が湿原への日射を遮り、日照を好む湿原植物の成長を妨げ、いずれも湿原面積の減少や湿原生物種の減少につながる。兵庫県南部に存在する21の湧水湿地の面積を1975年と2010年で比較した調査では全ての地点で面積の減少が認められた。湿原保全の対策として、2006年1月から3月にかけて丸山湿原群の3湿原において、湿原植生内と周縁部に生育する樹本を皆伐し湿原周辺の山の樹木の間伐を行ったところ、湿原面積が増大し、湿原固有の植物種数が38種から46種に増加した。なおこの時に現状保護のため手つかずであった第二湿原は、2013年に植生管理が行われ公開されている。
|        | 第一湿原 | 第三湿原 | 第四湿原 |
| ------ | -------- | -------- | -------- |
| 2005年 | 1,849    | 231      | 446      |
| 2007年 | 2,271    | 306      | 611      |

## 湿原の生物
丸山湿原群で見られる代表的な植物はサギソウ、トキソウ、カキラン、ミミカキグサ、モウセンゴケ、動物では日本最小のトンボであるハッチョウトンボやヒメタイコウチ、カスミサンショウウオなど。湿原群の生物は専門家によって適宜調査されており、2001年時点で兵庫県のレッドデータにランクされている動植物が20種以上確認されている。2011年のデータでは当時の兵庫県のレッドデータブックの分類で、植物ではAランクが1種、Bランクが2種、Cランクが16種確認されており、動物ではAランクのルリビタキ、アオジ、ヒメタイコウチ、Bランクのハッチョウトンボ、セトウチサンショウウオ(以前はカスミサンショウウオと分類)を含む8種、Cランクの6種が確認されている

## 保存と活用

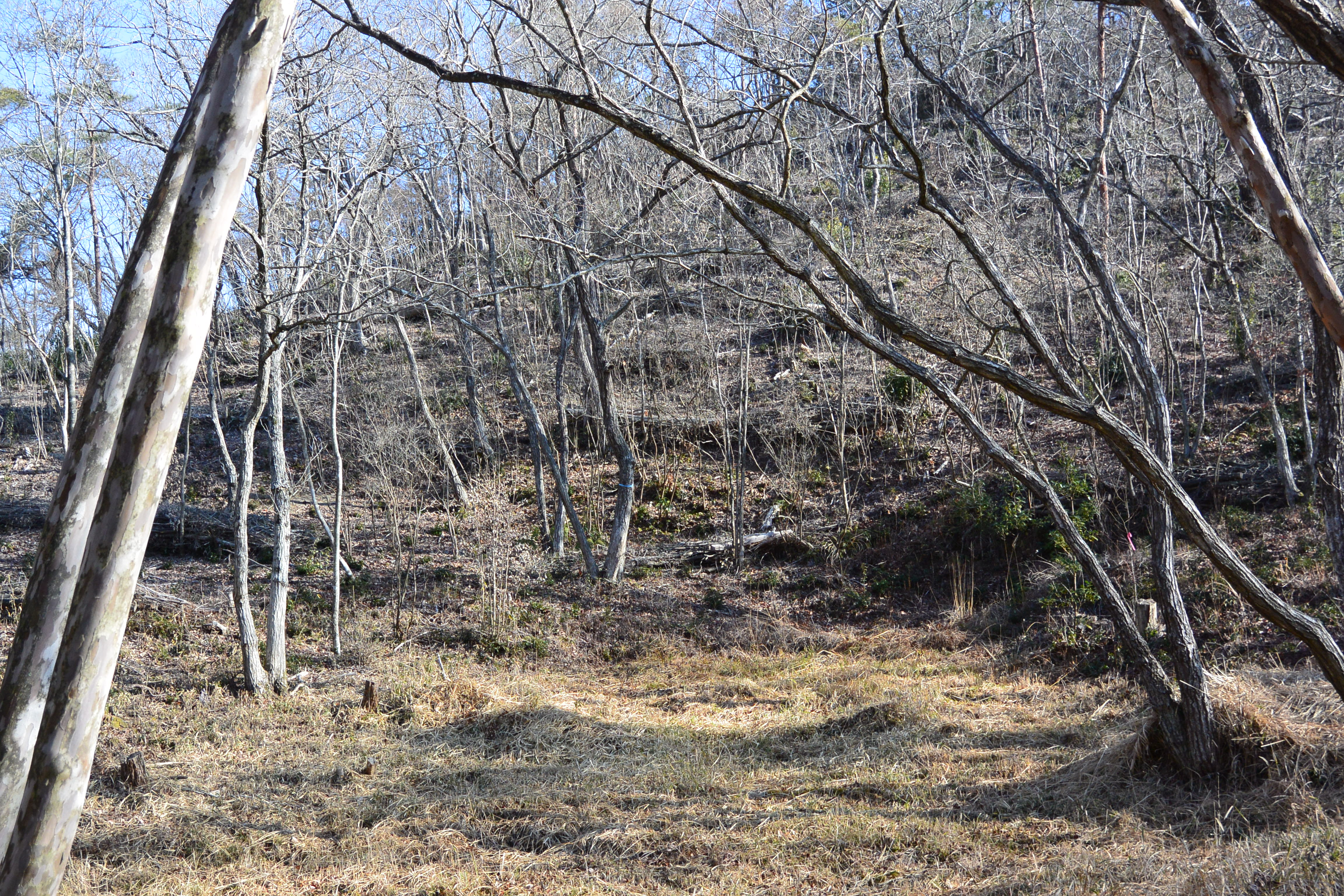
宝塚市の丸山湿原周辺の間伐手入れされた斜面

2006年に発足した「丸山湿原群保全の会」は下記の活動を行っている。
- 湿原保全管理：ひょうご環境創造協会と協力して湿原とその周辺の管理、保全作業として湿原への日射を遮る周縁の樹木の伐採と、周囲の山の樹木の間伐を定期的に実施している[25][29]。
- セミナーの実施：丸山湿原群や生物多様性に関するセミナーを実施[25][30]。
- モニタリング調査：保全管理後の効果を確認し今後の保全方策に活かすために、丸山湿原群の状態を長期モニタリングしている[25][31]。

また、阪神北県民局管内の宝塚市、三田市、川西市、伊丹市、猪名川町にある30か所の里山を展示物として見立てた「北摂里山30」のひとつとして、丸山湿原群が保有する貴重な生態系を「生きた博物館」として捉え環境学習や学術研究の場として利活用するために、2014年に宝塚市、2015年に兵庫県の天然記念物に指定された。

## アクセス
兵庫県道33号塩瀬宝塚線のバス停「西谷の森公園口」がある交差点で分岐した「宝塚西谷の森公園」へのアクセス道の突き当りのさらに奥の丘陵地にある。丸山湿原群周辺は車や自転車の乗り入れができないが、湿原群から徒歩約15分のところに8台分の駐車スペースがある「丸山湿原群入口駐車場」がある。
- JR武田尾駅から阪急バスを利用、「西谷の森公園口」で下車し「宝塚西谷の森公園駐車場」の横を通り徒歩約20分で「丸山湿原群入口駐車場」に着く。